# Notolomatia canescens
Notolomatia canescens är en tvåvingeart som först beskrevs av Hesse 1956.  Notolomatia canescens ingår i släktet Notolomatia och familjen svävflugor.
Artens utbredningsområde är Namibia. Inga underarter finns listade i Catalogue of Life.